# Mark Vanderloo
Mark S. Vanderloo (ur. 24 kwietnia 1968 w Waddinxveen) – holenderski supermodel.

## Życiorys

### Wczesne lata
W wieku 22 lat rozpoczął studia na Uniwersytecie Amsterdamskim na kierunku historia. Dorabiał w barze za 200 dolarów za noc w Holandii.

### Kariera
Karierę w branży mody rozpoczął w 1990 roku, gdy podpisał kontrakt z agencją Wilhelmina Models. W 1994 roku przeniósł się do Nowego Jorku, gdzie podjął pracę dla domu mody Calvina Kleina. Rok później był twarzą Hugo Boss AG.
Pojawiał się na wybiegach projektantów promujących firmy m.in.: Guess, DKNY, Donna Karan, Giorgio Armani, Gucci, Valentino, Hermes.
Postać komandora Sheparda w grach komputerowych: Mass Effect (2008), Mass Effect 2 (2010) i Mass Effect 3 (2012) oparta została na jego sylwetce.

### Życie prywatne
Był związany z Carolyn Murphy. 21 czerwca 1999 ożenił się z Esther Canadas. Jednak w roku 2000 doszło do rozwodu. 3 czerwca 2011 roku poślubił Robine van der Meer. Mają dwoje dzieci: córkę Emmę Paulę (ur. 6 lutego 2004) i syna Marka (4 listopada 2005).

## Filmografia

### Filmy kinowe
- 1998: Celebrity jako przyjaciel supermodelki

### Gry komputerowe
- 2008: Mass Effect jako komandor Shepard (wygląd)
- 2010: Mass Effect 2 jako komandor Shepard (wygląd)
- 2010: Mass Effect 3 jako komandor Shepard (wygląd)

### Seriale TV
- 2002: Javier ya no vive solo jako ex-przyjaciel Sofii Castelló